# 金塔尼利亚德洛尔莫
金塔尼利亚德洛尔莫，是西班牙卡斯蒂利亚-莱昂萨莫拉省的一个市镇。 总面积13平方公里，总人口53人（2001年），人口密度4人/平方公里。